# 류연석
류연석(1994년 3월 5일 ~ )은 대한민국의 배우이다.

## 드라마
- 2020년 ~ 2021년 SBS《날아라 개천용》 ... 최동석 역
- 2021년 tvN  《슬기로운 의사생활2》 ... 신경외과 펠로우 역
- 2022년 OCN  《우월한 하루》 ... 조 기자 역
- 2022년 tvN  《살인자의 쇼핑목록》 ... 서천규 역
- 2022년 TVING  《장미맨션》 ... 배영만 역
- 2022년 TV조선  《마녀는 살아있다》 ... 김우빈 역
- 2022년 Wavve  《위기의 X》 ... 석호 역
- 2023년 디즈니 +  《한강》 ... 이정찬 역
- 2024년 MBC  《수사반장 1958》 ... 송재덕 역
- 2025년 채널A  《마녀 (드라마)》... 홍정호 역

## 영화
- 2018년 영화 《편의점에서 공놀이 금지》 ... 호재 역
- 2018년 영화 《어라운드맨》 ... 건설사 팀장 역
- 2018년 영화 《변산》 ... 동창들 역
- 2025년 영화 《히트맨2》 ... 용출의 오른팔 역 (국정원 요원)
- 2025년 영화 《스트리밍》 ... 형식 역